# Un posto al sole (soap opera)
Un posto al sole è una soap opera italiana, trasmessa su Rai 3 dal 1996.
Ambientata a Napoli, è la prima soap opera prodotta in Italia, nonché la più longeva.

## Produzione
Un posto al sole (spesso abbreviato come Upas) è un format ideato da Wayne Doyle con la collaborazione di Adam Bowen, Gino Ventriglia e Michele Zatta. Il metodo di produzione "industriale" è basato sul format Neighbours: una serie australiana che racconta le vicende di alcune famiglie che vivono nell'immaginaria "Ramsay Street". La serie italiana è prodotta da Rai Fiction, Fremantle e Centro di produzione Rai di Napoli. L'idea iniziale di produrre e collocare nel palinsesto RAI la fiction che poi sarebbe diventata Un posto al sole è stata di Giovanni Minoli, dirigente RAI, il quale si è poi molto impegnato e battuto per concretizzare il progetto.
A differenza delle classiche soap opera incentrate su intrighi amorosi decontestualizzati e atemporali, la narrazione di Un posto al sole è fortemente radicata nella realtà contemporanea, mutabile, ricca di sfumature e contrasti; in particolare, nella realtà della città di Napoli. In tal senso, il racconto della soap è sincronizzato con il calendario del mondo reale; quindi segue stagioni, festività, eventi significativi, mode nel momento in cui lo spettatore le vive. Inoltre, vengono intrecciate storie d'amore, di coppia e familiari con vicende ispirate all'attualità e cronaca nera nonché con situazioni comiche, tragicomiche e macchiettistiche, che spesso ricalcano la commedia napoletana. Per questa sua vocazione, Un posto al sole è quindi, più precisamente, un real drama piuttosto che una vera e propria soap opera. La varietà di situazioni trattate consente agli attori di cimentarsi in registri recitativi diversi pur interpretando sempre lo stesso personaggio.
Fra le tematiche sviluppate ci sono: i problemi sociali come, ad esempio, la disoccupazione, la violenza, la delinquenza, la discriminazione, la tossicodipendenza, la malattia, l'emarginazione, l'integrazione; le investigazioni di stampo poliziesco volte ad individuare uno o più colpevoli di reati di qualsiasi genere e gravità (inclusi quelli di Camorra) con il coinvolgimento di tutti i soggetti operanti in ambito legale (forze dell'ordine, commissari, magistrati, avvocati, investigatori privati); i procedimenti giudiziari.
Invece fra i siparietti comici di Upas meritano una menzione particolare quelli di Patrizio Rispo e Marzio Honorato, i cui sketch dei relativi personaggi, Raffaele Giordano e Renato Poggi, ricordano quelli tra Totò e Peppino De Filippo, e quelli di Germano Bellavia e Lucio Allocca, le cui vicende dei relativi personaggi, Guido Del Bue e Otello Testa, sono spesso raccontate con buona dose di ironia.

## Trama
La soap racconta la vita degli abitanti di un condominio, palazzo Palladini, situato sulla collina partenopea di Posillipo, con vista sul golfo di Napoli e il Vesuvio. Inizialmente lo stabile è di proprietà della prestigiosa e nobile famiglia Palladini, che controlla e gestisce le imprese omonime, di cui fanno parte anche gli storici cantieri navali, i "cantieri Palladini". La vicenda inizia con la morte del conte Giacomo, la cui fortuna è ereditata dal nipote Tancredi, che risiede nell'appartamento padronale del palazzo con l'ambiziosa moglie Federica e i tre figli: Alberto, cinico avvocato, Alessandro, ingegnere navale dall'animo buono, ed Eleonora, attrice e musicista dallo spirito libero e giramondo che vive spesso a Londra. Il conte Giacomo lascia in eredità il suo appartamento, l'ambita "Terrazza" (per la terrazza che domina il golfo), alla figlia naturale, Anna Boschi, avuta con la governante, Maria. Anna accetta il lascito e si trasferisce nel palazzo insieme all'amica del cuore Silvia Graziani, a cui si aggiungono quasi subito altri inquilini: Claudia Costa, aspirante modella, Michele Saviani, giornalista alle prime armi proveniente da Milano, e Guido Del Bue, cugino pasticcione di Silvia.
Federica, stizzita per lo smacco ricevuto dal conte Giacomo, cerca di rendere difficile la vita ad Anna con ogni mezzo, ritenendola inferiore per nascita nonché unica responsabile della faida tra i suoi figli Alessandro e Alberto, che si contendono il suo amore. Anna da subito si innamora, ricambiata, di Alessandro, inizialmente fidanzato con Tiziana Torrisi, ma sposa Alberto quando Alessandro viene creduto morto in mare nel naufragio del "Dreamer", una barca che i Palladini avevano appena inaugurato. Con la ricomparsa di Alessandro, lo scontro tra i due fratelli riprende con toni sempre più accesi e la donna, per porre fine alla faida, decide di lasciare Napoli. Alessandro ritrova poi l'amore e sposa Cristina Morraca, che viene uccisa dalla camorra e, in seguito, arriva quasi a sposare Angela Poggi, la quale però lo abbandona all'altare perché in realtà innamorata da sempre di Franco Boschi, fratello di Anna. Poco tempo dopo, Anna ritorna a Napoli e si riunisce con Alessandro: i due finalmente possono stare insieme, si sposano e partono per la Nuova Zelanda, dove si stabiliscono definitivamente assieme alla madre di Anna, Maria Boschi.
Alberto, dal canto suo, si ritrova invece invischiato nella rete di Sonia Campo, arrampicatrice sociale da cui ha un figlio, Gianluca Palladini. Fra Sonia e Alberto s’instaura una guerra lunga e spietata, senza esclusione di colpi: da un lato lei, vendicativa e priva di remore, è intenzionata con ogni mezzo ad ascendere socialmente diventando la moglie di Alberto, anche a costo di distruggerlo, dall’altro lui tenta di liberarsi della donna e avere la custodia del figlio. Dopo molte vicissitudini, Alberto riesce ad allontanare Sonia, riunendosi alla donna che ama veramente, Claudia; i due partono insieme, stabilendosi in Argentina dalla madre Federica. Dal canto suo, Sonia si redime tra le braccia del medico Luca De Santis, inquilino del palazzo dal passato travagliato, due volte vedovo, e, dopo aver ottenuto la custodia di Gianluca, i tre si trasferiscono insieme a Siena. Tempo dopo, Sonia e Luca si separano. Gianluca, invece, torna ormai diciassettenne per un breve periodo a Napoli e intrattiene una storia adolescenziale con Rossella Graziani, figlia di Silvia e Michele, per poi ritrasferirsi nuovamente a Siena e troncare i rapporti col padre, di cui non condivide i comportamenti.
In seguito, i fratelli Palladini tornano a varie riprese nel corso degli anni per cercare di riprendere il controllo dei cantieri: dopo la morte di Tancredi, Alessandro rientra in scena per pochi mesi per poi ritornare in Nuova Zelanda, mentre Alberto rientra più volte fino a stabilirsi nuovamente a Napoli, dove vive alterne fortune e rovinose cadute nel tentativo disperato di ritornare al potere e agli antichi fasti. È stato sospeso dall'albo degli avvocati per problemi giudiziari per poi essere reintegrato dopo 15 anni e tornare ad esercitare la professione forense nello studio di Niko Poggi. Ha una travagliata relazione con la sua cameriera Clara Curcio, figlia del boss di camorra Mariano Tregara, concependo con lei un figlio, Federico. Dopo varie vicissitudini, Clara si allontana da Alberto che, in fondo, non l'ha mai amata né rispettata; sposa poi Eduardo Sabbiese, boss di camorra pentito. Dopo il matrimonio, la coppia si trasferisce fuori Napoli, portando con sè anche Federico, con enorme disappunto di Alberto che, dopo i trascorsi con Gianluca, per il secondo figlio vuole invece cercare di essere un buon padre.
Il declino della famiglia Palladini coincide con l'ascesa del personaggio di Roberto Ferri, un abile e scaltro uomo d'affari, di umili origini, figlio di genitori sordomuti, sposato con Sofia Corsani, figlia di un ricco capitano d'industria, Attilio Corsani. Sofia e Roberto divorziano a causa di un tradimento di lei con Alessandro. In seguito Sofia si trasferisce in Francia, uscendo di scena. Ottenuto il controllo dei cantieri, dopo un'accesa lotta con i fratelli Palladini, il finanziere senza scrupoli inizia una storia d'amore tormentata con Eleonora Palladini. Quest'ultima, con l'aiuto e il sostegno finanziario di Roberto, realizza il suo progetto di costituire la casa discografica "Starbox" di cui diventa amministratrice. In un momento di attrito nel loro rapporto Roberto abusa di Eleonora e così la coppia concepisce un figlio, Sandro Ferri. Ferita e traumatizzata dall'esperienza, Eleonora trova sostegno in Filippo Sartori, giovane manager della Starbox e figlio illegittimo di Roberto che ne ha riconosciuto la paternità. Filippo ed Eleonora iniziano una breve relazione e Filippo si trova a contendere al padre la stessa donna. Accecato da gelosia e rabbia, Roberto prova ad uccidere Filippo e spinge sull'orlo della follia Eleonora, tentando d'internarla con la collaborazione di Marina Addezio Giordano, femme fatale molto attratta dal carisma e dalla ricchezza di Roberto; alla fine Eleonora, con l'aiuto di Filippo, riesce a sottrarsi al loro piano. Più avanti, il malavitoso Tony Santoro rapisce Sandro a seguito di una macchinazione dello stesso Ferri. Durante le concitate fasi della liberazione del bambino il fratello-complice di Santoro muore e un proiettile colpisce Roberto, che entra in coma. A seguito di questa esperienza, Roberto ed Eleonora si ritrovano e ricostruiscono la loro storia d'amore, ma la vendetta di Santoro si abbatte su di loro: il malvivente li bracca, uccidendo Eleonora che muore fra le braccia di Roberto. A seguito di questo evento, l’uomo impazzisce dal dolore, ma Marina, da sempre innamorata di lui, lo salva. I due intanto iniziano un’eterna relazione perennemente oscillante tra l’amore e l’odio, costellata da distruttivi colpi bassi e tradimenti reciproci alternati a grandi ritorni di fiamma, senza riuscire mai a staccarsi davvero: si sposano più volte, ma la loro unione puntualmente naufraga, per poi ricadere nuovamente l’uno tra le braccia dell’altra, in un circolo vizioso senza fine. Nel mezzo di tutto questo, Roberto convola a nozze anche con Greta Fournier, con cui ha una figlia, Cristina Ferri, ma il matrimonio finisce e Greta va a vivere con la figlia e il nuovo compagno, Eduardo Nappi. In seguito, Roberto scopre di avere un altro figlio, Tommaso, frutto di una relazione con la moglie di Giorgio Sartori, proprietario dei cantieri Flegrei e zio di Filippo: Giorgio lo cresce come figlio proprio pur scontrandosi spesso con lui per divergenze caratteriali. Il giovane, irrequieto e ambizioso, tenta inutilmente di conquistare il padre naturale Roberto, a cui si sente affine, e Serena Cirillo, di cui è innamorato, fino al punto di stuprarla; infine, rifiutato da entrambi, lascia Napoli e tempo dopo muore per mano di alcuni narcotrafficanti in Messico, lasciando un senso sia di rimorso che di tormento in Roberto. Roberto ha una relazione con Lara Martinelli; la donna prova a rimanere legata a lui comprando un figlio da una donna polacca e chiamandolo Tommaso. Marina scopre l'inganno di Lara e convince Roberto a fare il test del DNA. Lara reagisce rabbiosamente provando a negare la verità mentre Roberto, affezionato al piccolo Tommaso, assume Ida, la vera madre del bambino, come babysitter a patto che nessuno scopra che il figlio è suo. La ragazza, dopo vari ricatti di Marina e Roberto, con l'aiuto di Diego, con al quale ha una relazione, si rivolge a Lara che, pentita di quello che ha fatto, decide di aiutare la coppia. Il bambino, dopo una battaglia legale con Ferri, viene affidato ad Ida. Lara riesce ad evitare il carcere. Roberto, per dimenticare Tommaso, si concentra sul lavoro e acquista Radio Golfo 99 ed entra in società con Gennaro Gagliotti, ambizioso imprenditore che farà la sua scalata prendendo il controllo dei cantieri ed escludendo Marina e Roberto da ogni decisone importante.
Filippo sposa Carmen Catalano, ragazza del popolo verace e sanguigna, dapprima cameriera al Vulcano e, in seguito, cantante promessa della StarBox. Il loro matrimonio si conclude tragicamente a seguito della morte del loro figlioletto Valerio; a quel punto Carmen si trasferisce a Bologna per non apparire più. Filippo ritrova poi l'amore proprio con Serena, che sposa e da cui ha due figlie, Irene ed Elisabetta. Serena ha cresciuto le sue sorelle minori, le gemelle Micaela e Manuela, sopperendo alla mancanza dei genitori, artisti inaffidabili; conosce il padre, l'attore Gigi Del Colle, che muore lasciandole un’eredità che le permette di aprire un B&B. Sandro invece, dopo la morte della madre Eleonora, viene allevato dal padre Roberto, che gestisce anche per suo conto le quote dei cantieri ereditate dalla madre. Ormai maggiorenne, il ragazzo si avvicina al teatro, scopre la sua omosessualità e si trasferisce a Roma con il compagno, l'attore Claudio Parenti, cedendo le quote al padre e a Marina.
Marina si arricchisce sposando l'imprenditore Riccardo Ranieri: responsabile della morte del marito, ne diventa l’unica erede, impedendo che Paola Nuzzi sia riconosciuta legalmente quale figlia legittima dell'uomo. Poi la donna acquisisce anche la maggioranza dei cantieri. Sposa Giorgio Sartori, che muore d'infarto. In seguito si unisce in matrimonio all'imprenditore Fabrizio Rosato, dopo aver scoperto le responsabilità dell’uomo nella morte del proprio padre, omicidio che aveva costretto per anni alla latitanza Arturo Addezio, padre di Marina, accusato ingiustamente. Rosato è stato poi rinchiuso in un ospedale psichiatrico giudiziario dopo aver rapito e torturato Marina quando lei lo ha lasciato per tornare per l'ennesima volta da Roberto. Attualmente Marina e Roberto sono sposati e vivono nell'appartamento padronale di palazzo Palladini. Marina ha due figli: Lorenzo Sabelli, sottratto alla nascita e ritrovato da adulto, ed Elena Giordano, figlia del primo marito Rocco, cugino di Raffaele Giordano, il portiere di palazzo Palladini. Lorenzo è un avvocato di successo che ora vive a Londra, dove si è stabilita anche Elena con la figlia Alice, avuta col fotografo Andrea Pergolesi, con cui è stata brevemente sposata, anche se le due ritornano periodicamente a Napoli a trovare Marina. Anche Andrea ora vive a Londra con la seconda moglie Arianna Landi, con la quale ha adottato un bambino.
Col passare degli anni, i ragazzi della Terrazza hanno continuato ad abitare a palazzo Palladini con le loro famiglie. Silvia è proprietaria di un bar a Posillipo, il Caffè Vulcano (acquistato da Alberto Palladini), divenuto poi anche un bistrot. Il locale è il luogo di ritrovo di tutti i personaggi, nonché uno dei più importanti della soap. Silvia scopre di essere stata adottata: i suoi genitori naturali sono un prete, Don Salvatore Fossatari, e una governante, Teresa Diacono. Teresa ricostruisce il rapporto con la figlia e sposa il vigile Otello Testa, con cui dopo molti anni si trasferisce nel suo paese nativo, Indica; Teresa in seguito viene a mancare mentre Otello, amministratore del condominio di palazzo Palladini, ritorna spesso a visitare la famiglia a Napoli. Silvia, invece, s'innamora fin da subito dell'amico e convivente Michele Saviani, che alla fine riesce a conquistare. Michele è figlio di Marisa, psicanalista, e di Ettore Martini, ucciso dalla camorra quando lui era adolescente; scopre di avere un fratellastro, Marco, che, folle e pericoloso, vive in una casa di cura. Silvia e Michele iniziano una lunga storia d'amore, segnata da molti momenti di crisi, separazioni, nuove relazioni per entrambi e ritorni di fiamma. Michele decide anche di crescere come un padre Rossella, figlia concepita da Silvia in una notte di alcol e sesso con l'amico omosessuale Luciano Simioli che, una volta cresciuta, si laurea in medicina e in seguito si specializza in medicina interna all'Ospedale San Filippo. Il cugino di Silvia, Guido, è figlio di Donna Lucia; ha tre fratelli e un fratellastro, ucciso in carcere. Sposa Assunta Salvetti, da cui ha un figlio, Vittorio; in seguito la moglie lo tradisce e la coppia finisce per separarsi. Dopo aver lavorato anni come taxista, Guido subentra ad Otello come capo del comando dei vigili urbani; sul luogo di lavoro conosce la sua seconda moglie, la collega Mariella Altieri, da cui ha un secondo figlio, Lorenzo. La coppia attualmente si è separata a seguito di una crisi coniugale sfociata nel tradimento di Guido con Claudia, nel frattempo tornata a Napoli. Vittorio invece, una volta cresciuto, diventa videomaker con lo pseudonimo di "Vicky Beef" e lavora per alcuni anni come speaker radiofonico a Radio Golfo 99 al fianco di Michele, per poi partire per un lungo viaggio di lavoro in Europa e infine trasferirsi stabilmente a Barcellona.
Altri abitanti del palazzo sono i Giordano. Raffaele, portiere del palazzo, è stato sposato per anni con Rita Cozzolino, con cui ha avuto un figlio, Diego, e scopre di avere un'altra figlia, Elisa, con un'altra donna, Manuela Secoli, che vive a Sperlonga. Dopo aver assistito ad un omicidio, Rita denuncia l'assassino Ciro Gambardella, che si vendica uccidendola. Raffaele supera con difficoltà il lutto per la morte della moglie con l'aiuto di Diego, che poi si trasferisce negli Stati Uniti. Tempo dopo, Raffaele ritrova l'amore con Ornella Prati Bruni, medico trasferitosi da Milano col marito Giorgio Bruni e la figlia Viola: i due si sposano dopo che la donna si è separata dal marito quando ha scoperto che lui aveva una doppia vita con Paula Ferreira, con cui aveva avuto anche un'altra figlia, Sarah; in seguito l'uomo, commerciante di gioielli, si suicida per un tracollo finanziario. Viola, laureata in lettere, lavora come insegnante, guida turistica e speaker radiofonica a Radio Golfo 99. Dopo una travagliata storia con Andrea, s'innamora del magistrato anti-camorra Eugenio Nicotera, con cui inizia una relazione e che dopo qualche anno sposa; i due hanno una vita segnata dall'impegnativo e pericoloso lavoro di lui, con elevate responsabilità e doveri e sempre sotto minaccia della camorra, che attenta alla vita dell'uomo varie volte. La coppia ha anche un figlio, Antonio. Dopo diversi anni di unione, Viola rimane coinvolta in un attentato destinato al marito, a cui segue un lungo periodo di crisi personale e matrimoniale che sfocia nella separazione coniugale, col tradimento di Viola assieme al poliziotto Damiano Renda, ex compagno di Rosa Picariello, da cui ha avuto un figlio, Manuel. Raffaele e Ornella insieme concepiscono un figlio, Patrizio, che negli anni diventa il migliore amico di Vittorio e Rossella (della quale si innamora anche, avendo con lei una turbolenta storia) e chef responsabile della cucina del Vulcano per poi trasferirsi a Barcellona, dove ritrova Vittorio. Diego, tornato invece a più riprese a Napoli, si ritrasferisce poi definitivamente ed inizia a lavorare al Vulcano, di cui in seguito diventa socio.
Imparentati con i Giordano sono i Poggi. Giulia è la sorella di Rita ed è coniugata con Renato Poggi, figlio del colonnello Costantino, con cui ha due figli: Angela e Niko, adottato. Renato ha lavorato per anni ai cantieri come contabile e amministratore, braccio destro della famiglia Palladini e in seguito a favore di Roberto Ferri, poi è andato in pensione. Giulia è un'assistente sociale e lavora presso la Fondazione Zannetti e il Centro d'Accoglienza, poi divenuto Centro d'Ascolto, finanziato dalla stessa fondazione. Dopo vari tradimenti reciproci e il raggiungimento della consapevolezza che il loro matrimonio è arrivato al capolinea, i Poggi si separano. Giulia attualmente ha una relazione con Luca De Santis, tornato a Napoli. Renato invece ha avuto varie relazioni, ma attualmente é single. Franco, il grande amore di Angela, è cresciuto con un padre violento che uccide per legittima difesa; inizialmente dedito al crimine, l’uomo conosce le patrie galere, ma col passare degli anni diventa un onesto meccanico, apre un’agenzia investigativa insieme ad Andrea e infine inizia a gestire di un'autorimessa per conto di Don Peppino Canfora. Un incontro fortuito con lo scugnizzo Nunzio Cammarota, figlio di Katia e nipote del boss della camorra Nunzio Vintariello, cambia la vita di Franco, che decide di crescere il ragazzo come un figlio. Angela e Franco, intanto, si sposano ed hanno una figlia, Bianca, ma sono stati spesso coinvolti in eventi tragici. Anni dopo i tre si trasferiscono ad Agrigento, lasciando definitivamente la scena. Nunzio invece, crescendo, frequenta l'istituto alberghiero e si innamora di Chiara Petrone, figlia del ricco imprenditore Giancarlo Pertrone, proprietario di Radio Golfo 99. In seguito, il ragazzo si trasferisce in Sicilia con la madre per poi ristabilirsi tempo dopo a Napoli, sostituendo Patrizio come chef del Vulcano, di cui diventa anche socio insieme a Silvia e Diego. Torna inoltre insieme a Chiara, ma dopo poco tempo i due si lasciano definitivamente e Nunzio si innamora, ricambiato, di Rossella, con la quale, dopo alcune vicende, diventano una coppia. Niko invece si laurea in giurisprudenza, diventa un avvocato e attualmente vive in un appartamento del palazzo con suo figlio Jimmy, avuto con l'inganno da Micaela mentre aveva una relazione con la sua gemella Manuela. Durante il praticantato, l'uomo conosce Susanna Picardi, una sua collega, e i due iniziano una relazione, che, dopo alcuni alti e bassi, culmina nel matrimonio, ma la ragazza viene uccisa dalla camorra nello stesso attentato in cui è coinvolta Viola: Niko supera con grande difficoltà il lutto per la morte della moglie, aiutato dalla sua famiglia. In seguito, si riavvicina a Manuela, nel frattempo rientrata a Napoli dopo molti anni passati all’estero, e, dopo alcune vicende, i due tornano insieme.
Fra i vari personaggi che sono passati per palazzo Palladini, hanno avuto un ruolo principale anche la cantante Sara De Vito, la meccanica Giò Palumbo, il commissario Giovanna Landolfi, la giornalista Emma Contini e il comandante di nave Alfredo Benvenuto.

## Puntate
Un posto al sole è uno dei programmi più importanti del palinsesto di Rai 3 fin dal 21 ottobre 1996, giorno in cui venne trasmessa la prima puntata. Generalmente una stagione di Un posto al sole inizia a fine agosto/inizi settembre e termina a metà luglio/inizio agosto dell'anno successivo. Nelle estati 1997 e 1998 andò in onda anche la domenica, dalle ore 20:45, con un puntatone riassuntivo delle puntate trasmesse giornalmente nella settimana precedente.
Ogni puntata è composta da quattro parti: riassunto iniziale, sigla con i volti dei personaggi principali, scene inedite e sigla finale. Fino alla puntata 1425 la sigla iniziale era collocata dopo la prima scena inedita mentre dalla puntata 1426 è collocata subito dopo il riassunto iniziale, andando così a dividerlo dalla prima scena.
Il 3 aprile 2020 (puntata 5475) le puntate vennero sospese per via dell'emergenza di COVID-19 che provocò uno stop delle riprese. Il 16 giugno 2020 ripresero le registrazioni e la messa in onda ricominciò il 13 luglio 2020 con la puntata 5476.
| Stagione                  | Episodi | Puntate   | Periodo                              |
| ------------------------- | ------- | --------- | ------------------------------------ |
| Prima stagione            | 230     | 1-230     | 21 ottobre 1996 - 5 settembre 1997   |
| Seconda stagione          | 215     | 231-445   | 17 novembre 1997 - 11 settembre 1998 |
| Terza stagione            | 185     | 446-630   | 16 novembre 1998 - 30 luglio 1999    |
| Quarta stagione           | 230     | 631-860   | 13 settembre 1999 - 28 luglio 2000   |
| Quinta stagione           | 230     | 861-1090  | 11 settembre 2000 - 27 luglio 2001   |
| Sesta stagione            | 225     | 1091-1315 | 10 settembre 2001 - 26 luglio 2002   |
| Settima stagione          | 220     | 1316-1535 | 16 settembre 2002 - 25 luglio 2003   |
| Ottava stagione           | 215     | 1536-1750 | 15 settembre 2003 - 16 luglio 2004   |
| Nona stagione             | 215     | 1751-1965 | 13 settembre 2004 - 15 luglio 2005   |
| Decima stagione           | 220     | 1966-2185 | 12 settembre 2005 - 14 luglio 2006   |
| Undicesima stagione       | 220     | 2186-2405 | 11 settembre 2006 - 13 luglio 2007   |
| Dodicesima stagione       | 220     | 2406-2625 | 10 settembre 2007 - 10 luglio 2008   |
| Tredicesima stagione      | 220     | 2626-2845 | 8 settembre 2008 - 10 luglio 2009    |
| Quattordicesima stagione  | 225     | 2846-3070 | 7 settembre 2009 - 16 luglio 2010    |
| Quindicesima stagione     | 240     | 3071-3310 | 13 settembre 2010 - 12 agosto 2011   |
| Sedicesima stagione       | 250     | 3311-3560 | 29 agosto 2011 - 10 agosto 2012      |
| Diciassettesima stagione  | 250     | 3561-3810 | 27 agosto 2012 - 9 agosto 2013       |
| Diciottesima stagione     | 250     | 3811-4060 | 26 agosto 2013 - 8 agosto 2014       |
| Diciannovesima stagione   | 250     | 4061-4310 | 25 agosto 2014 - 7 agosto 2015       |
| Ventesima stagione        | 250     | 4311-4560 | 24 agosto 2015 - 5 agosto 2016       |
| Ventunesima stagione      | 255     | 4561-4815 | 22 agosto 2016 - 11 agosto 2017      |
| Ventiduesima stagione     | 250     | 4816-5065 | 28 agosto 2017 - 10 agosto 2018      |
| Ventitreesima stagione    | 250     | 5066-5315 | 27 agosto 2018 - 9 agosto 2019       |
| Ventiquattresima stagione | 250     | 5316-5565 | 26 agosto 2019 - 16 novembre 2020    |
| Venticinquesima stagione  | 190     | 5566-5755 | 17 novembre 2020 - 6 agosto 2021     |
| Ventiseiesima stagione    | 255     | 5756-6010 | 23 agosto 2021 - 12 agosto 2022      |
| Ventisettesima stagione   | 250     | 6011-6260 | 29 agosto 2022 - 11 agosto 2023      |
| Ventottesima stagione     | 250     | 6261-6510 | 28 agosto 2023 - 9 agosto 2024       |
| Ventinovesima stagione    | 250     | 6511-6760 | 26 agosto 2024 - 8 agosto 2025       |

La soap è stata girata e trasmessa in 4:3 dalla prima alla tredicesima stagione. A partire dalla quattordicesima stagione, in vista del progressivo switch-off, viene girata in 16:9; è stata trasmessa in 4:3 letterbox nell'autunno 2009, e poi in 16:9 anamorfico a partire dall'inverno 2009-2010.
Nel 2011 la visione della soap è stata consigliata per la prima volta con la presenza di un adulto, ponendo una linea gialla sotto il logo di Rai 3, visti gli argomenti trattati sulla camorra.
Il 6 e il 7 agosto 2019, nelle puntate 5312 e 5313, per la seconda volta la visione della soap viene consigliata con la presenza di un adulto, usando lo stesso metodo usato sul logo di Rai 3 nel 2011, visti gli argomenti trattati sulla sessualità del padre di Alessandra "Alex" e Mia Parisi.

## Personaggi e interpreti
I personaggi principali sono menzionati nella sigla d'apertura con volto, nome del personaggio e con nome e cognome dell'attore che lo interpreta. Accanto ad essi, vi sono gli attori del cast secondario, che sono così suddivisi:
- super guest star sono inserite in sigla al termine dei personaggi principali, solo nelle puntate in cui compaiono e non è prevista la presenza dell'immagine, ma solo della dicitura testuale "e con... nel ruolo di...";
- guest star sono citate nella sigla finale con la dicitura "con la partecipazione di... nel ruolo di...", prima delle guest, e si tratta di attori che hanno un contratto di rilievo nella soap (in certi casi, prima erano guest), pur non facendo parte del cast fisso, o di personaggi di particolare notorietà, non sempre attori, la cui partecipazione alla soap è speciale, amichevole o straordinaria;
- guest sono gli attori menzionati nella sigla finale dopo le guest star; in taluni casi, i personaggi principali, prima di essere tali, sono stati guest.

### Personaggi principali attuali
In ordine di sigla:
- Silvia Graziani (1996-in corso), interpretata da Luisa Amatucci.
- Michele Saviani (1996-in corso), interpretato da Alberto Rossi.
- Rossella Graziani (2001-in corso), interpretata da Giorgia Gianetiempo (in precedenza da Marina Giulia Burattini).
- Guido Del Bue (1996-in corso), interpretato da Germano Bellavia.
- Mariella Altieri (2012-in corso), interpretata da Antonella Prisco.
- Diego Giordano (1996-2002, 2006-2009, 2012, 2017-in corso), interpretato da Francesco Vitiello.
- Viola Bruni (2001-2020, 2021, 2022-in corso), interpretata da Ilenia Lazzarin.
- Ornella Prati Bruni (2001-in corso), interpretata da Marina Giulia Cavalli.
- Raffaele Giordano (1996-in corso), interpretato da Patrizio Rispo.
- Renato Poggi (1996-in corso), interpretato da Marzio Honorato.
- Nikolin Reka Poggi (1999-in corso), interpretato da Luca Turco.
- Giulia Cozzolino Poggi (1996-2008, 2011-in corso), interpretata da Marina Tagliaferri.
- Antonio Nicotera, Manuel Renda, Irene Sartori e Jimmy Cirillo (2017-in corso; 2022-in corso; 2015-in corso; 2013-in corso), interpretati rispettivamente da Edoardo Scafora (in precedenza da Andrea Angelillo, Lino Polare e Manuel D'Angelo), Manuel D'Angelo, Greta Putaturo e Gennaro De Simone (in precedenza da Carlo Coppola).
- Rosa Picariello (2022-in corso), interpretata da Daniela Ioia.
- Damiano Renda (2022-in corso), interpretato da Luigi Miele.
- Nunzio Cammarota Boschi (2007-2012, 2015-2017, 2021-in corso), interpretato da Vladimir Randazzo (in precedenza da Vincenzo Messina).
- Alberto Palladini (1996-2002, 2011, 2012, 2014, 2016-2017, 2018-in corso), interpretato da Maurizio Aiello.
- Manuela e Micaela Cirillo (2012-2016, 2022-in corso), interpretate da Gina Amarante (in precedenza da Cristiana Dell'Anna).
- Serena Cirillo (2012-in corso), interpretata da Miriam Candurro.
- Filippo Sartori (2002-2007, 2008-2009, 2010-in corso), interpretato da Michelangelo Tommaso.
- Marina Addezio Giordano (2003-in corso), interpretata da Nina Soldano.
- Roberto Ferri (2001-in corso), interpretato da Riccardo Polizzy Carbonelli.

### Guest star attuali
In ordine di entrata in scena:
- Luca De Santis (1996-2001, 2023-in corso), interpretato da Luigi Di Fiore.
- Elena Giordano (2002-2004, 2005-2010, 2014-2015, 2016, 2017, 2018-2019, 2023, 2025-in corso), interpretata da Valentina Pace.
- Alice Pergolesi (2008, 2014-2019, 2021, 2022-2023, 2024-in corso), interpretata da Fabiola Balestriere.
- Eugenio Nicotera (2011-in corso), interpretato da Paolo Romano.
- Salvatore Cerruti (2015-in corso), interpretato da Cosimo Alberti.
- Bice Cerruti (2017-in corso), interpretata da Lara Sansone.
- Samuel Piccirillo (2019-in corso), interpretato da Samuele Cavallo.
- Riccardo Crovi (2021-in corso), interpretato da Mauro Racanati.
- Attilio Grillo (2025-in corso), interpretato da Pietro Bontempo.
- Pasquale De Simone (2025-in corso), interpretato da Simone Di Pasquale.

### Guest attuali
In ordine di entrata in scena:
- Gianluca Palladini (1997-2001, 2011-2012, 2025-in corso), interpretato da Flavio Gismondi.
- Segretaria Luciana (2012-in corso), interpretata da Barbara Mercurio.
- Cameriere Fausto (2014-in corso), interpretato da Fausto Acernese.
- Luigi Cotugno (2015-in corso),interpretato da Walter Melchionda.
- Chiara Petrone (2015-2017, 2021-2023, 2024, 2025-in corso), interpretata da Alessandra Masi.
- Cameriera Silvana (2019-2022, 2023-in corso), interpretata da Anna D'Agostino.
- Lorenzo Altieri (2019-in corso), interpretato da Vincenzo Lovriso (in precedenza da Lorenzo Schioppa Dumont).
- Elisabetta Sartori (2021-in corso), interpretata da Camilla Civitiello (in precedenza da Vittoria Costanzo).
- Tommaso Ferri (2023-in corso), interpretato da Luigi De Feo.
- Ida Kovalenko (2023-in corso), interpretata da Marta Anna Borucinska.
- Pino Chianese (2024-in corso), interpretato da Antimo Casertano.
- Gennaro Gagliotti (2024-in corso), interpretato da Carlo Caracciolo.
- Vinicio Gagliotti (2024-in corso), interpretato da Gianluca Spagnoli.
- Antonietta Gagliotti (2025-in corso), interpretata da Rita Rusciano.
- Marco Restucci (2025-in corso), interpretato da Rocco Tedeschi.
- Agata Rolando (2025-in corso), interpretata da Maria Cristina Mastrangeli.
- Gabriela Suarez (2025-in corso), interpretata da Astrict Flor Lorenzo.

### Personaggi principali usciti di scena
In ordine di uscita di scena:
- Tiziana Torrisi (1996-1997), interpretata da Cristina Moglia.
- Federica Casale Palladini (1996-1998, 2000), interpretata da Ida Di Benedetto.
- Sara De Vito (1998-2000), interpretata da Serena Autieri.
- Rita Cozzolino Giordano † (1996-2000, 2007, 2018), interpretata da Adele Pandolfi.
- Sonia Campo (1996-2001), interpretata da Paola Rinaldi (in precedenza da Vanna Rei).
- Costantino Poggi (2001-2002), interpretato da Ivo Garrani.
- Tancredi Palladini † (1996-1998, 1999, 2000, 2001, 2003), interpretato da Roberto Bisacco.
- Anna Boschi (1996-1998, 2000, 2002-2003), interpretata da Samuela Sardo e per breve tempo da Carlotta Miti.
- Giò Palumbo (2000-2005), interpretata da Gioia Spaziani.
- Eleonora Palladini † (1997-1998, 2002-2005, 2018), interpretata prima da Giorgia Bongianni, poi da Helene Nardini e, in un flashback del 2018 in cui era dodicenne, da Sofia Rosochynska.
- Alessandro Palladini (1996-2003, 2007-2008), interpretato da Gianguido Baldi.
- Emma Contini (2004-2007, 2008), interpretata da Valeria Morosini.
- Lorenzo Sabelli (2004-2005, 2008-2010), interpretato da Luca Ferrante (in precedenza da Alessandro Adriano).
- Alfredo Benvenuto (2008, 2009-2010), interpretato da Mario Porfito.
- Carmen Catalano (2003-2008, 2008-2009, 2010), interpretata da Serena Rossi.
- Maria Savona Boschi (1996-1998, 1999, 2002, 2003, 2004, 2013), interpretata da Maria Basile.
- Greta Fournier (2009-2014), interpretata da Cristina D'Alberto.
- Teresa Diacono † (1998-2018), interpretata da Carmen Scivittaro.
- Giovanna Landolfi (2005-2009, 2014-2020), interpretata da Clotilde Sabatino.
- Andrea Pergolesi (2004-2020), interpretato da Davide Devenuto.
- Assunta Salvetti (1997-2003, 2007-2009, 2016, 2017, 2019, 2020), interpretata da Daria D'Antonio.
- Arianna Landi (2009-2020), interpretata da Samanta Piccinetti.
- Vittorio Del Bue (2002-2022, 2024), interpretato da Amato D'Auria.
- Patrizio Giordano (2003-2022), interpretato da Lorenzo Sarcinelli (in precedenza da Stefano Marotta e Giordano Rispo).
- Fabrizio Rosato (2019-2022), interpretato da Giorgio Borghetti.
- Katia Cammarota (2007-2011, 2012, 2016, 2017, 2022-2023), interpretata da Stefania De Francesco.
- Angela Poggi (1996-2005, 2006-2007, 2010-2023), interpretata da Claudia Ruffo.
- Franco Boschi (1997-2023), interpretato da Peppe Zarbo (in precedenza da Leonardo Di Carmine).
- Bianca Boschi (2011-2023, 2024, 2025), interpretata da Sofia Piccirillo (in precedenza da Sveva Anna Carleo).
- Otello Testa (2002-2020, 2021, 2022, 2023-2024, 2025), interpretato da Lucio Allocca.
- Claudia Costa (1996-1998, 1999, 2001-2002, 2024-2025), interpretata da Giada Desideri.

## Ambientazione

### Palazzo Palladini

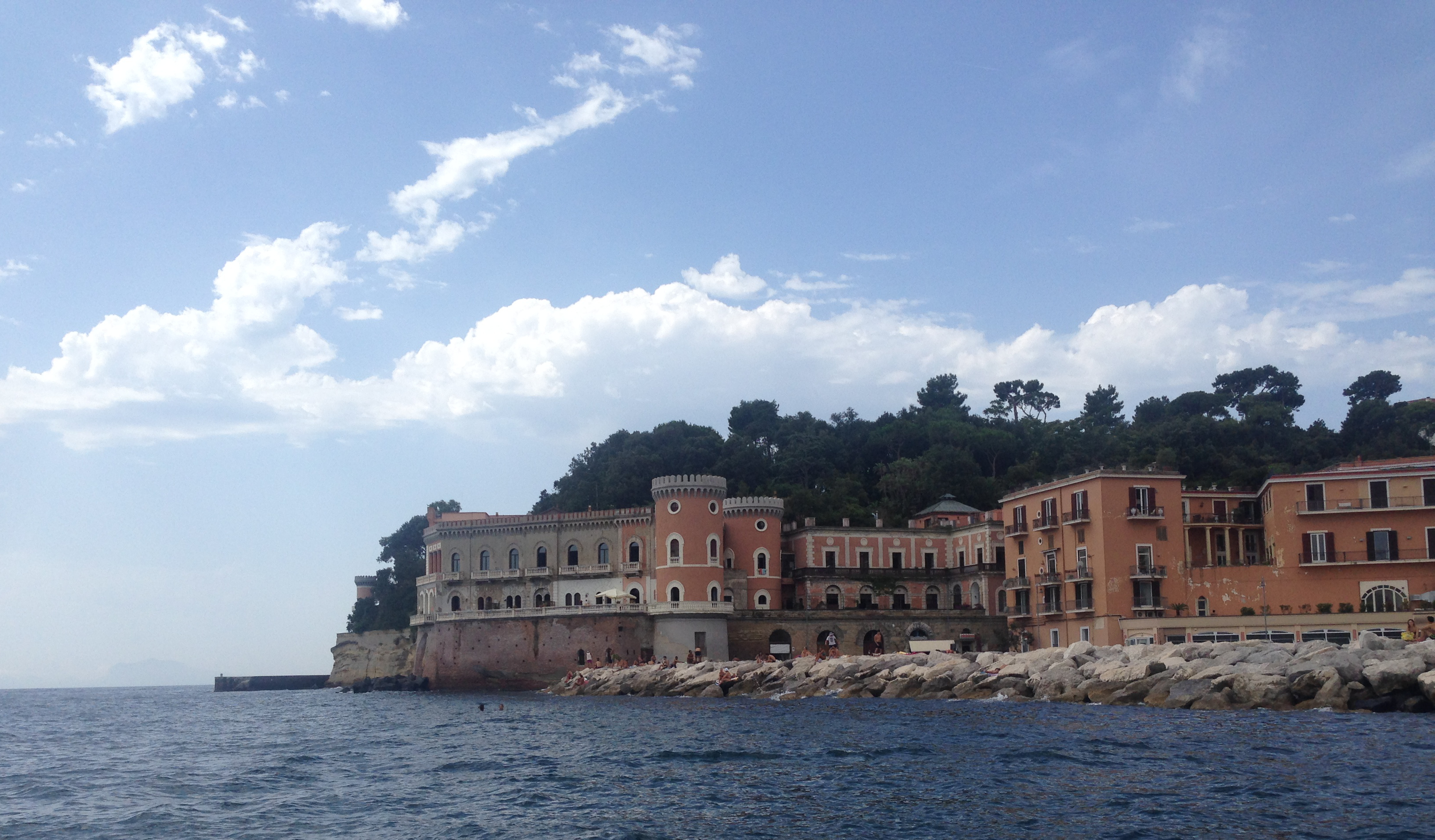
Villa Volpicelli, che dal 2003 è usata per le riprese delle ambientazioni esterne di palazzo Palladini

Il palazzo Palladini, teatro di tutte le vicende, è uno splendido palazzo fondato dal conte Raimondo Palladini nel 1826; si affaccia sul mare di Posillipo e si compone di diverse unità abitative:
- Appartamento Palladini (primo piano). L'appartamento appartiene a Roberto Ferri; in precedenza la proprietà era della famiglia Palladini e, in seguito, delle imprese Palladini (e, quindi, di chiunque ne avesse il controllo). È l'abitazione più lussuosa e centrale del palazzo, dove ha sede anche il comando delle numerose attività economiche di Ferri, fra le quali: i cantieri Palladini-Flegrei e il chartering. Inizialmente, per anni, vi hanno abitato il conte Tancredi Palladini con la moglie Federica Casale e i figli: Alberto, Alessandro ed Eleonora. In seguito, con l'acquisizione delle imprese Palladini, diventa la residenza di Roberto Ferri che vi ha vissuto con la compagna Eleonora Palladini. Ristrutturato dopo la morte di Eleonora, Ferri vi ha vissuto, a fasi alterne, con il figlio Sandro Ferri e le compagne-mogli: Marina Giordano e, successivamente, Greta Fournier e la loro figlia, Cristina Ferri. Per qualche tempo vi hanno vissuto anche Filippo Sartori e la sua prima moglie Carmen Catalano. Per breve tempo Alberto è riuscito ad impossessarsi del controllo dei cantieri e tornare a vivere nell'appartamento; perdendo il controllo dei cantieri a favore di Marina, quest'ultima ha concesso a Ferri di vivere nuovamente nell'appartamento. Nel 2017 la proprietà dell'abitazione è passata dai cantieri nelle mani di Roberto Ferri. Attualmente ci vivono Roberto e Marina.
- Appartamento Graziani (primo piano). L'appartamento appartiene a Renato Poggi. In precedenza la proprietà era della famiglia Palladini; Alberto Palladini vi aveva il suo studio legale e la casa coniugale con Anna Boschi. Ci hanno vissuto in affitto anche Franco e Angela, e Cristina Morraca. Dal 2001 vi ha abitato in affitto Silvia Graziani con la figlia, Rossella Graziani e, a fasi alterne, con il marito, Michele Saviani. Per anni, prima di trasferirsi ad Indica, ci hanno vissuto anche Teresa Diacono, madre biologica di Silvia, e suo marito, Otello Testa. Per un brevissimo e drammatico periodo, Silvia e Rossella si sono trasferite a casa dell'allora compagno di lei, un violento cardiologo, Achille Napolitani. Attualmente ci risiedono Silvia, Michele e Rossella.
- Maxi appartamento "La Terrazza" (piano rialzato). L'appartamento appartiene ad Anna Boschi; la donna vi ha soggiornato per alcuni anni prima di partire per la Nuova Zelanda con il marito, Alessandro Palladini, affidando l'immobile alle cure del fratello Franco Boschi. È l'abitazione più grande del palazzo, dotata di una grande terrazza vista mare. Nel corso degli anni la "Terrazza" è stata abitata da tantissimi personaggi della soap in qualità di coinquilini o semplici ospiti, per brevi o lunghi periodi; degni di nota sono: Silvia Graziani, Claudia Costa, Michele Saviani, Guido Del Bue, Assunta Salvetti, Vittorio Del Bue, Giò Palumbo, Viola Bruni, Filippo Sartori, Andrea Pergolesi, Arianna Landi, Nunzio e Katia Cammarota, Niko e Jimmy Poggi, Susanna Picardi, Micaela e Manuela Cirillo, Alessandra "Alex" e Mia Parisi, Clara Curcio e suo figlio Federico Palladini. La "Terrazza" è da sempre la casa coniugale di Franco che vi ha vissuto con la moglie, Angela Poggi e la figlia, Bianca Poggi; al ritorno dall'Albania, finita la storia con Petrit Reka, si è trasferita anche Giulia Poggi. Attualmente vi risiede Giulia con il suo compagno, il medico Luca de Santis.
- Appartamento Poggi (piano rialzato). L'appartamento appartiene a Renato Poggi. Prima vi ha abitato con la moglie Giulia Poggi e i figli, Angela Poggi e Niko Poggi. Dopo la separazione consensuale, Renato ha lasciato la casa alla ex moglie. In seguito Giulia ha avviato una relazione con il padre naturale di suo figlio adottivo Niko, trasferendosi con lui in Albania. Quindi Renato è ritornato a vivere nell'abitazione dove, per molti anni, ha convissuto con il figlio Niko, la sua nuova compagna, Adriana Trevi e il figlio di lei; in seguito con la successiva compagna, Nadia Makarenko. La relazione con Nadia si è dissolta; attualmente Renato abita nella casa da solo.
- Mini appartamento Reka Poggi (piano rialzato). L'appartamento appartiene a Niko Poggi; nel 2019 è stato ricavato tagliando una parte dell'appartamento di suo padre Renato Poggi, dove il ragazzo ci va a vivere con il figlio Jimmy e la fidanzata Susanna Picardi, deceduta. Attualmente ci risiedono Niko e Jimmy.
- Appartamento Bruni, precedentemente De Santis (piano terra). L'appartamento appartiene ad Ornella Bruni. Prima era di proprietà dal dottor Luca De Santis che vi ha abitato fino al suo trasferimento a Siena con la moglie Sonia Campo e il figlio di lei, Gianluca Palladini. Nel 2001 è stato acquistato dalla famiglia Bruni, appena giunti a Napoli da Milano: vi abitavano Ornella con il marito Giorgio Bruni e la figlia Viola Bruni. In seguito dopo la separazione e la morte di Giorgio, Ornella e Viola vi hanno vissuto con il secondo marito della dottoressa, Raffaele Giordano, il figlio di lui, Diego Giordano e il figlio della coppia, Patrizio Giordano; per qualche tempo vi ha vissuto anche Sarah Ferreira, sorellastra di Viola per parte di padre. Per brevi periodi, dopo il matrimonio, vi hanno soggiornato Viola, il marito Eugenio Nicotera e il loro figlio Antonio Nicotera mentre risiedevano a Torino. Attualmente ci vivono Ornella, Raffaele, Diego e la sua attuale compagna Ida. All'interno dell'appartamento si trova anche lo studio medico privato di Ornella.
- Appartamento "Torre" (primo e secondo piano). L'appartamento appartiene a Filippo Sartori. Per lungo tempo ci ha abitato con la moglie Carmen Catalano e il loro figlio Valerio Sartori. A seguito del trasferimento dei Sartori in Spagna, ci ha vissuto Lorenzo Sabelli, figlio di Marina Giordano, con la sua fidanzata Elisa Marotta. Attualmente ci vivono Filippo con la seconda moglie, Serena Cirillo e le loro figlie Irene ed Elisabetta Sartori.
- Appartamento Del Bue, precedentemente Giordano (piano terra). È l'abitazione destinata al portiere del palazzo, di proprietà condominiale. Per anni ci ha vissuto il portiere Raffaele Giordano con la prima moglie Rita Cozzolino, il figlio Diego Giordano e brevemente la figlia di lui, Elisa Secoli Giordano. Per qualche tempo ci ha abitato anche Rocco Giordano, cugino di Raffaele, padre di Elena Giordano e marito di Marina Giordano. Dopo il trasferimento a casa Bruni, Raffaele ha affittato l'abitazione a Emma Contini e Carmen Catalano. In seguito Diego vi ha convissuto con la sua ragazza Sabrina Guarini, prima di partire per gli Stati Uniti. Vi ha abitato anche Michele Saviani e, per un breve periodo, vi è ritornato Raffaele (durante una temporanea separazione dalla moglie Ornella Bruni). Infine Raffaele ha affittato la casa a Guido del Bue che ci ha vissuto con la prima moglie Assunta Salvetti e il loro figlio Vittorio Del Bue e, dopo il divorzio della coppia, con la sua compagna Cinzia Maiori. Per un breve periodo vi ha abitato il solo Vittorio, che, in quell'occasione, ha completamente riarredato l'appartamento. Attualmente Guido vi risiede con la seconda moglie Mariella Altieri e il loro figlio, Lorenzo Del Bue. A seguito di una crisi coniugale tra Guido e Mariella, Guido è andato via di casa, per cui nell'appartamento vi risiedono solo Mariella e Lorenzo.
- Grande locale sotterraneo dei Palladini (cantina). Di proprietà della famiglia Palladini, per molto tempo ha ospitato il Centro d'Accoglienza di Giulia Poggi. Successivamente Niko Poggi lo ha utilizzato per studiare e per i suoi incontri con la ragazza dell'epoca e Angela Poggi vi ha ricoverato l'ex marito e collega nella missione in Africa, Stefano Naldi, bisognoso di cure in seguito ad una sparatoria. Dopo anni di abbandono, è diventato l'abitazione di Alberto Palladini che vi ha risieduto, a fasi alterne, con la compagna Clara Curcio e il loro figlio Federico Palladini. Per un periodo il locale è stato affittato a Samuel Piccirillo, mentre attualmente ci vivono Manuela e Micaela Cirillo.
- Locale sotterraneo Giordano-Del Bue (nato dall'unione delle cantine Giordano-Del Bue). Dopo essere stato ristrutturato e arredato, vi sono andati ad abitare Vittorio Del Bue e Patrizio Giordano; in loro assenza, è attualmente occupato da Nunzio Cammarota e Samuel Piccirillo.
- Cantina Poggi. Mai vista in video, è stata solo citata quando Guido e Renato si sono scambiati le cantine.
- Rimessa barche. Usata nei primi anni dai Palladini per custodire la loro barca.

Al piano terra vi è l'atrio condominiale.
Il palazzo ha anche un grande giardino, un belvedere sul mare e una spiaggia privata.

### Altre ambientazioni
Al di fuori di palazzo Palladini sono presenti altre ambientazioni nella soap:
- Caffè Vulcano. Bar inizialmente di proprietà di Alberto Palladini; dopo qualche anno è stato rilevato da Silvia Graziani e sua madre Teresa Diacono con i soldi di una vincita di quest'ultima in un quiz televisivo. Dopo la morte di Teresa, Silvia, rimasta unica proprietaria, ha ceduto una parte delle quote del locale a Diego Giordano e Nunzio Cammarota, i quali sono divenuti quindi soci di minoranza. Silvia ha sempre gestito il locale perlopiù in prima persona ma molti altri personaggi della fiction vi lavorano e hanno lavorato nel corso degli anni. Per un certo periodo Silvia ha affidato la gestione dell'attività ai coniugi Arianna Landi e Andrea Pergolesi, che, con il suo benestare, lo hanno trasformato in un ristobar che ha avuto vari periodi di crisi. Nunzio è lo chef responsabile della cucina e Samuel Piccirillo è il suo aiuto cuoco. Diego aiuta Silvia nella gestione del locale e al bancone; prima ancora, per qualche tempo, ha svolto la mansione di fattorino, quando Silvia ha introdotto il servizio di consegne a domicilio. Altri personaggi degni di nota che hanno lavorato in passato nel locale come camerieri in momenti particolari della loro vita sono: Assunta Salvetti, Marina Giordano, Carmen Catalano, Niko Poggi, Greta Fournier, Anita Falco, Alessandra "Alex" Parisi e Alice Pergolesi; Patrizio Giordano è stato chef del Vulcano per svariati anni prima di lasciare Napoli ed essere sostituito da Nunzio. Questa ambientazione, piuttosto centrale nella narrazione, rappresenta il luogo di ritrovo privilegiato di tutti i personaggi della fiction; in esso si svolgono molte vicende e dinamiche importanti per il racconto.
- Cantieri Palladini-Flegrei. Cantieri navali nati dalla fusione degli storici e blasonati cantieri Palladini, fondati dalla nobile famiglia dei conti Palladini (in principio fusi con i cantieri Masullo) e i cantieri Flegrei, fondati da Giorgio Sartori (uno dei mariti di Marina Giordano). Negli anni le imprese hanno subito numerosi processi di riorganizzazione aziendale, nella compagine societaria e nell'assetto amministrativo. Attualmente i soci principali sono Roberto Ferri e Marina Giordano, che detiene il pacchetto di maggioranza. Roberto è anche l'amministratore delegato unico mentre Marina, amministratrice per molti anni, mantiene un ruolo di primo piano nella gestione degli stessi. In precedenza sono stati soci e hanno amministrato i cantieri anche: Alberto Palladini, erede della famiglia Palladini; Filippo Sartori, figlio di Roberto Ferri; Fabrizio Rosato, compagno di Marina Giordano. L'ambientazione compare nelle linee narrative riguardanti intrighi finanziari e giochi di potere fra capitani d'industria, spregiudicati investitori e nemici assettati di vendetta oltre ad essere testimone dell'eterna lotta, in bilico fra amore e odio, di Roberto Ferri e Marina Giordano.
- Ospedale "San Filippo". L'ospedale in cui vi ha lavorato per anni la dottoressa Ornella Bruni, primario pro tempore del reparto di medicina interna, poi andata in pensione. È anche il luogo di lavoro della dottoressa Rossella Graziani, specializzanda in medicina interna. Principalmente questa ambientazione fa da sfondo alla maggior parte delle emergenze sanitarie e problematiche mediche che coinvolgono i personaggi della fiction; è utilizzata anche per trattare tematiche relative alla salute.
- Villa di Marina Giordano. Residenza di Marina Giordano che vi ha abitato insieme ai suoi tanti compagni e mariti (quando sposata o accompagnata). Marina ospita spesso anche la figlia Elena Giordano e la nipote Alice Pergolesi. Per un periodo la villa ha accolto anche Sandro Ferri, figlio di Roberto Ferri.
- Studio Navarra. Studio legale ereditato dall'avvocato Ugo De Carolis, amico e collega di università di Niko Poggi. Dopo il praticantato Ugo ha coinvolto nell'attività anche Niko e la sua ragazza, l'avvocato Susanna Picardi; per alcuni anni i tre hanno lavorato e gestito lo studio insieme. La collaborazione si è dissolta quando Ugo si è trasferito a Milano in un prestigioso studio legale e Susanna ha lasciato lo studio a seguito della rottura del legame sentimentale con Niko e per perseguire la carriera in magistratura. Niko ha rilevato lo studio da Ugo e lo gestisce da solo. Oberato di lavoro, ha assunto come collaboratore Alberto Palladini, ritornato ad esercitare la professione dopo la fine della lunga sospensione da parte dell'Ordine degli Avvocati per i numerosi processi penali in cui è stato coinvolto, che poi si è trasformato in socio.
- Comando dei vigili urbani. Ci lavorano Guido Del Bue, che ne è comandante, e sua moglie Mariella Altieri, nonché Salvatore Cerruti e Luigi Cotugno. Dopo molti anni Guido ha sostituito l'amico e collega Otello Testa, che lavorava nel comando in qualità di comandante prima del pensionamento. Questa ambientazione è teatro delle divertenti schermaglie dei vigili urbani e dei tanti altri personaggi che interagiscono con loro; prevalentemente ad essi è affidata la linea comica della fiction.
- Studio radiofonico "Radio Golfo 99". Luogo di lavoro di Michele Saviani. Il proprietario era l'imprenditore Giancarlo Petrone. Per alcuni anni vi hanno lavorato anche Viola Bruni, che conduceva una trasmissione culturale e Vittorio del Bue. Attualmente oltre a Michele vi lavorano Micaela Cirillo e Filippo Sartori, in seguito il luogo diventa proprietà di Roberto Ferri e Marina Giordano, che la acquistano da Chiara Petrone, la figlia erede del proprietario. Questa ambientazione è utilizzata soprattutto per veicolare informazioni funzionali alla narrazione e trattare tematiche importanti in forma di notiziario, inchiesta giornalistica o intervista radiofonica, ma anche per approfondire temi legati al mondo dei mass media.
- Bed and Breakfast "Blu di Posillipo". B&B con 4 camere di proprietà di Serena Cirillo che non gestisce direttamente. Serena ha avviato l'attività con il denaro ereditato dal padre defunto. Questa ambientazione ospita spesso altri personaggi della fiction, specie quelli di passaggio.
- Commissariato di Polizia e Palazzo di Giustizia. La prima ambientazione è il luogo di lavoro di numerosi commissari e ispettori succedutisi negli anni nella fiction fra cui, la più importante, è stata il commissario Giovanna Landolfi. La seconda ambientazione è il luogo dove opera il magistrato Eugenio Nicotera affiancato dal pubblico ministero Lucia Cimmino. Entrambe le ambientazioni compaiono prevalentemente nelle linee narrative che riguardano inchieste legate alla camorra o a reati comuni e quando i personaggi della fiction hanno problemi con la giustizia o sono vittime di un crimine.
- Centro d'Ascolto "Rita Giordano". Fondato da Giulia Poggi per celebrare la memoria della sorella Rita Cozzolino Giordano, uccisa dalla camorra per vendetta; è il luogo di lavoro delle assistenti sociali Giulia Poggi e sua figlia Angela Poggi, che ne gestiscono interamente le attività. Dopo il trasferimento di Angela, attualmente vi lavora solo Giulia. Il centro è parte della prestigiosa Fondazione Zannetti, ereditata dal suo precedente amante Arturo dopo la chiusura del Centro d'Accoglienza.

Nel corso degli anni si sono avvicendate nella fiction altre e numerose ambientazioni, oggi dismesse perché superate dalla narrazione o non più mostrate in video anche se citate. La maggior parte sono servite solo per una linea narrativa; alcune, invece, per un arco temporale più ampio comprendente diverse stagioni passate. Fra queste ultime meritano menzione: gli uffici dell'etichetta discografica "StarBox" di proprietà di Eleonora Palladini, amministrati da Eleonora e Filippo Sartori, dove ha lavorato anche Carmen Catalano come cantante; l'officina di Franco Boschi, in cui hanno lavorato Franco Boschi e la meccanica Gioconda "Giò" Palumbo; la palestra no profit di boxe, gestita da Franco Boschi e, per un periodo, dalla commissaria Giovanna Landolfi; l'agenzia investigativa aperta da Franco Boschi e Andrea Pergolesi, dove ha lavorato brevemente anche la moglie di quest'ultimo, Arianna Landi; l'abitazione a Napoli dei coniugi Eugenio Nicotera e Viola Bruni; la grande autorimessa/garage di proprietà dell'anziano Peppino Canfora, gestita da Franco Boschi.

## Luoghi delle riprese
Le riprese di Un posto al sole avvengono nel Centro di produzione Rai di Napoli in via Guglielmo Marconi 9, dove sono ricostruiti gli interni degli appartamenti di palazzo Palladini e delle altre ambientazioni: Caffè Vulcano, Comando dei Vigili Urbani, Cantieri Navali, Ospedale San Filippo, ecc.
Per le riprese degli esterni di palazzo Palladini, dalla puntata 1569 del 30 ottobre 2003 viene usata Villa Volpicelli, mentre nelle prime stagioni era utilizzata Villa Rocca Matilde (conosciuta anche come Villa Lauro o Villa Pierce). Mancando a Villa Volpicelli la spiaggia privata, dal 2004 quest'ultima è stata eliminata dalle ambientazioni della soap.
Diverse le scene girate nelle vie, piazze, palazzi e musei di Napoli.
L'ubicazione del paese nativo di Teresa Diacono è inesistente, essendo il paese stesso frutto dell'immaginazione degli autori. Inizialmente chiamato Vieri, viene successivamente mutato in Indica, attualmente collocato in Basilicata, al confine con la Campania. Le riprese vengono però svolte a Sant'Agata de' Goti, nel Sannio.

## Colonna sonora
Il brano della sigla, intitolato per l'appunto Un posto al sole, è stato scritto da Antonio Annona e Bruno Lanza ed è interpretato da Monica Sarnelli (interprete principale e voce femminile) e da Carlo Famularo. Il brano completo cantato in duo non è mai stato pubblicato, bensì è stata pubblicata da Monica Sarnelli una versione fedele all'originale cantata da lei come solista nel suo album intitolato proprio "Un posto al sole" come la canzone principale che è contenuta; successivamente è stata pubblicata una nuova versione cantata da Monica Sarnelli in feat. con Francesca Andreano per celebrare i 25 anni del daily-drama.

## Distribuzione
In Italia la soap va in onda su Rai 3 dal lunedì al venerdì, nella fascia di access prime time dalle 20:55 alle 21:25. Nei primissimi anni di programmazione invece andava in onda sempre su Rai 3, alle 18.30.
Negli Stati Uniti la soap è trasmessa sul canale Rai World Premium.

## Speciali e film TV
- In occasione della puntata 1000 (in onda lunedì 19 marzo 2001) va in onda uno speciale di due ore condotto da Pippo Baudo e intitolato Ancora 1000 di questi giorni. Alla serata partecipano quasi tutti gli attori del cast (escluse Serena Autieri e Cristina Moglia) e numerose guest star e ospiti musicali come Paola & Chiara, Gigi D'Alessio e Peppino di Capri. Lo speciale va in onda sempre su Rai 3 ma in prima serata.
- Nella puntata 1500 tutti gli attori del cast cantano la versione integrale della sigla iniziale della soap[16], scritta da A. Annona e B. Lanza. All'inizio di questa puntata compare in sovrimpressione la scritta: «1500 serate con voi [...] 1500 volte grazie!».
- Per la puntata 2000 (in onda venerdì 28 ottobre 2005) va in onda un altro speciale: qui il veterano Raffaele Giordano (interpretato da Patrizio Rispo) racconta in modo riassuntivo e con l'aiuto di immagini storiche le varie vicende dei protagonisti. Il programma va in onda di domenica pomeriggio.
- Varie puntate danno modo agli attori di entrare in altre ere e interpretare altri personaggi. Questo accade, ad esempio nella puntata 2000 (in onda venerdì 28 ottobre 2005), in cui, durante un sogno, Raffaele entra nell'epoca degli dèi greci, tutti interpretati dagli attori della soap come Davide Devenuto, Alberto Rossi e Marina Giulia Cavalli[17].
- Nella puntata 2261 tutti gli abitanti di palazzo Palladini si scambiano di ruolo: i poveri diventano ricchi e i ricchi diventano poveri[18].
- Per la puntata 2500 (in onda venerdì 18 gennaio 2008) va in onda uno speciale con l'angelo custode di palazzo Palladini, interpretato da Dario Vergassola.
- Per la puntata 3000 (in onda venerdì 9 aprile 2010) Filippo Sartori, dopo un tentativo di suicidio, entra in coma e, tra finzione e realtà, sogna un futuro ipotetico in cui il figlio Valerio (Nicolò Diana) è vivo e sta per partire per un viaggio studio.
- Per la puntata 3500 (in onda venerdì 18 maggio 2012) Teresa Diacono e Serena Cirillo rimangono chiuse in ascensore e Teresa racconta a Serena, verso la quale precedentemente provava disprezzo, alcune vicende accadute in tutte le 3500 puntate della soap, riappacificandosi con lei e facendole avere il posto fisso come governante a casa Ferri.
- Patrizio Rispo e Nina Soldano domenica 17 giugno 2012 sono ospiti della trasmissione Fiction Magazine, in onda ogni domenica su Rai Premium, e svelano retroscena dei sedici anni di Un posto al sole ripercorrendoli anche attraverso un filmato riassuntivo. La trasmissione di Rai Premium aveva già dedicato uno spazio alla soap durante la puntata del 22 gennaio 2012.
- Sabato 21 dicembre 2013, alle 21:30 su Rai 3, va in onda il film tv Un posto al sole coi fiocchi (puntata 3896 secondo la numerazione della soap).
- Per la puntata 4000 (in onda venerdì 16 maggio 2014) Guido compie una rocambolesca corsa contro il tempo per vedere la puntata numero 4000 della sua soap preferita: Saudage do sol (parodia mai realmente mostrata in cui le vicende e i personaggi seguono lo stesso identico corso di quelli della soap reale).
- Durante la puntata 4605 (in onda venerdì 21 ottobre 2016) vengono ripercorsi alcuni fra i momenti più emozionanti della soap in occasione dei 20 anni esatti dalla prima puntata.
- La puntata 4606 (in onda lunedì 24 ottobre 2016) è interamente dedicata alla morte del personaggio di Donna Lucia Caccia, madre di Guido Del Bue, interpretata da Regina Senatore, venuta a mancare realmente il 12 maggio 2016 a 76 anni.
- Per la puntata 5000 (in onda venerdì 11 maggio 2018) Raffaele, cadendo in giardino da una scala posta su un albero, perde i sensi e vive un'esperienza onirica durante la quale rivede la prima moglie Rita e la madre Filomena (interpretata da Isa Danieli). Si tratta di una doppia puntata costituita dagli episodi numero 4999 e 5000 secondo la numerazione della soap.
- Per la puntata 6000 (in onda venerdì 29 luglio 2022) la protagonista è Bricca, la cagnolina di Marina Tagliaferri; le dà la voce l'attrice Nunzia Schiano.

## Spin-off
Dal 2006 al 2009 fu sperimentata una soap parallela dal titolo Un posto al sole d'estate, la cui trama si ricollegava parzialmente all'opera originale.
Nell'agosto 2015 andò in onda per due settimane Un posto al sole Show, dove il personaggio di Raffaele Giordano faceva rivivere momenti della soap accompagnandoli con piccoli sketch comici. Con Patrizio Rispo e con la partecipazione di Marzio Honorato, Marina Giulia Cavalli, Francesco Paolantoni (nel ruolo di Max Peluso), Paola Casella, Alessandra Scognamillo, Lorenzo Sarcinelli e Giacomo Rizzo.
Nell'ottobre 2016 andò in onda per quattro sabati Un posto al sole Memories, in cui gli attori ricordavano i momenti più significativi della soap, in occasione dei suoi 20 anni.
Tra maggio e giugno 2020, durante lo stop delle riprese delle nuove puntate a causa dell'emergenza sanitaria COVID-19, venne realizzato Un po' sto a casa, pillole giornaliere di 5 minuti circa in cui, attraverso le videochiamate, i personaggi della soap si raccontavano le loro vicende nel periodo delle misure di confinamento. Ogni giorno veniva pubblicata una puntata sul sito di RaiPlay.
Dal 14 al 25 agosto 2023 e dal 12 al 23 agosto 2024 vengono trasmesse Le storie di Un posto al sole per ripercorrere le linee narrative della stagione appena conclusa.

## Libri, CD e DVD, riviste
La ERI-Edizioni Rai ha pubblicato due romanzi contenenti le vicende della prima serie. Il primo volume del 1998, curato da Monica Mariani, s'intitola Un posto al sole - Libro primo: Il Palazzo Palladini. Il secondo volume del 1999 è stato invece curato da Stefano Masi e si intitola Un posto al sole - Libro secondo: Anatomia del tradimento.
Nel 2001 Adele Pandolfi, che nella fiction interpretava Rita Cozzolino, moglie del portiere Raffaele Giordano, ha pubblicato il libro Morta di soap, nel quale afferma di non aver mai condiviso la scelta degli autori di far uscire di scena il suo personaggio in modo permanente, facendolo morire.
Nel 2002 Paola Rinaldi, che nella fiction interpretava Sonia Campo, compagna di Alberto Palladini, ha pubblicato il libro Memorie di una soap-operaia, in cui racconta la sua esperienza di attrice di Un posto al sole.
Il 1º dicembre 2002, in accordo con Rai Eri, è uscito il libro Un posto al sole. Guida ufficiale.
Per omaggiare la puntata 2000, TV Sorrisi e Canzoni, in accordo con Rai Trade e Rai Fiction, ha fatto uscire nel 2005 il DVD Un posto al sole Edizione straordinaria 2000, con contenuti extra.
Nel 2006 Marina Tagliaferri ha pubblicato un libro intitolato Un posto... a tavola - Non solo Giulia Poggi.
Sempre nel 2006 è uscito il primo album musicale della cantante e attrice Serena Rossi, dal titolo Amore che. Il CD contiene le cinque canzoni della soap cantate dal personaggio Carmen Catalano, da lei interpretato; il logo della soap è presente nella retro-copertina del disco. Durante la terza stagione di Un posto al sole d'estate alcune canzoni di questo album sono state interpretate da Silvia Giordano.
Nel 2010, in occasione della puntata 3000, è uscito nelle librerie Un posto al sole - Il libro, opera scritta dal giornalista Marco Mele con interviste al cast dell'epoca, ad alcuni attori storici, ad alcuni sceneggiatori, produttori, addetti al casting e fan. La prefazione è scritta da Pippo Baudo. Il libro contiene un DVD con il primo episodio della soap.
Il 30 novembre 2013 è uscito il libro Un posto al sole. Filosofia di una soap opera: analizza la popolare soap opera italiana Un posto al sole esplorando ed approfondendo i temi filosofici, sociali e psicologici presenti nella trama e nei personaggi della serie.
Il 10 settembre 2020 l'editrice Quadratum con Rai Fiction e FremantleMedia, su licenza esclusiva RaiCom, ha avviato la pubblicazione della prima rivista bimestrale dedicata alla soap opera italiana; tale iniziativa si è, però, interrotta dopo tre numeri. La rivista trattava esclusivamente di argomenti legati alla soap.
Dal 26 ottobre 2021 è disponibile in versione cartacea ed ebook il libro Un posto al sole (Il libro ufficiale - Le storie, i personaggi, i luoghi: tutti i segreti della serie più amata). Il libro, dedicato interamente alla soap, è aggiornato e attualizzato nei personaggi e nelle vicende; si compone di 208 pagine illustrate a colori, edite da Mondadori Electa, in collaborazione con RaiCom, Rai Fiction, Rai 3 e FremantleMedia.
Il 25 novembre 2021 è uscita la riedizione del libro di Patrizio Rispo, già uscito in una prima edizione in quantità limitata nel 2006, intitolato Un pasto al sole - La cucina di casa Rispo/Jurdàn.
Dal 14 giugno 2022 è disponibile in versione cartacea ed ebook il romanzo spin-off di Un posto al sole intitolato Portami con te, edito dalla stessa Rai. Racconta le vicende di tre personaggi della soap, Michele, Patrizio e Vittorio, una volta andati via da Napoli.
Il 29 marzo 2023 è uscito nelle librerie il libro (non ufficiale) Un posto al sole: la produzione di una longeva soap opera italiana, che racconta il dietro le quinte della soap.
Il 15 dicembre 2023 è uscito il libro di Marina Tagliaferri Un posto in scena. Ricordi di una folle professione.
Dal 17 gennaio 2024 è disponibile in versione cartacea ed ebook il romanzo prequel di Un posto al sole intitolato Il sole all'alba. L'inizio della storia di Un posto al sole, edito dalla stessa Rai. Narra di vicende accadute tempi prima dell'inizio della soap opera trasmesso in TV, che ha come protagonisti l'indiscusso protagonista Raffaele Giordano con Renato Poggi e Giulia Cozzolino.

## Accoglienza
Un posto al sole ha partecipato insieme ad altre soap italiane all'European Soap Fan Day del 24 novembre 2011.

## Auditel
Partita il 21 ottobre 1996 alle 18:30 con poco più di un milione di telespettatori, il successo è andato man mano crescendo, portando la soap, una volta spostata alle 20:30 (dal 31 maggio 1999), e successivamente alle 20:45, a toccare punte del 15% con più di tre milioni di telespettatori.

## Riconoscimenti
2017 - Premio Eccellenze dell'Associazione Napoli Cultural Classic
- Vinto - Migliore opera televisiva[29].

2017 - Premio Giornalistico OMaR per la Comunicazione sulle Malattie e i Tumori Rari
- Vinto - Menzione della Giuria[30].

2019 - Patrimonio Italiano Award - USA
- Vinto - Riconoscimento speciale[31].

2019 - Omovies - 12º Festival internazionale di Cinema omosessuale, trangender e questioning
- Vinto - Premio speciale Omovies Unicorn Rainbow[32].

2021 - Patrimonio Italiano Award
- Vinto - Riconoscimento speciale[33].

2022 - Patrimonio Italiano Award
- Vinto - Riconoscimento speciale[34].

2022 - Italian TV Awards
- Vinto - Premio Eccellenza Televisiva 2022[35].

### Premi attori
2022 - X edizione Fashion Gold Party (3 giugno)
- Vinto -  Miglior attrice emergente a Sofia Piccirillo[36].